# SK Gaming
SK Gaming  là 1 tổ chức thể thao điện tử chuyên nghiệp có trụ sở tại Đức có các đội trên khắp thế giới thi đấu ở các giải đấu khác nhau. SK đặc biệt được biết đến với thành công trong các giải đấu Counter-Strike (CS). Đội CS Brazil của SK đã vô địch Major ESL One Cologne 2016. SK hiện có các tuyển thủ và các đội thi đấu  Liên Minh Huyền Thoại và Hearthstone. SK Gaming được thành lập vào năm 1997 bởi một nhóm nhỏ người chơi Quake ở Oberhausen.

## Lịch sử

### Khởi đầu
Schroet Kommando được thành lập vào năm 1997 với tư cách là 1 nhóm chơi Quake ở Đức bởi bốn anh em và ba người bạn ở Oberhausen. Đội hình ban đầu của Schroet Kommando bao gồm Ralf "Griff" Reichert, Daniel "Godlike" Beames, Tim "Burke" Reichert, Benjamin "Kane" Reichert, Kristof "Speed" Salwiczek, Carsten " Storch" Kramer và Sven "Ramses" Tümmers.  Theo Ralf Reichert, tên ban đầu của tổ chức bắt nguồn từ việc một trong các thành viên liên tục hét lên "Schröt!", âm thanh phổ biến bất cứ khi nào súng ngắn hai nòng được sử dụng, bản dịch có nghĩa là "mảnh đạn". Cuối cùng, nhóm đã lấy tên này làm tên của họ, do đó trở thành "Schroet Kommando". Kể từ đó, tổ chức bắt đầu sử dụng tên viết tắt của họ thường xuyên hơn, cho đến khi nó trở thành SK Gaming.
Ban đầu, ngôi nhà của gia đình Beames hoạt động như trụ sở chính của Schroet Kommando, tập trung chủ yếu vào Quake. Ngay từ đầu, Schroet Kommando đã trở thành một trong những tổ chức đầu tiên có đội toàn nữ; trong đó đáng chú ý nhất là Annemarie "XS" Warnkross, người sau này trở thành người dẫn chương trình nổi tiếng trên truyền hình Đức. Tổ chức đã mở rộng đội sang bộ môn Counter-Strike, nơi SK được biết đến như một trong những đội thành công nhất trên toàn nước Đức. Vào tháng 9 năm 2001, Andreas "bds" Thorstensson đã cách mạng hóa thể thao điện tử bằng cách để SK đóng vai trò là tổ chức đầu tiên cung cấp các dịch vụ cao cấp phải trả tiền ("SK Insider", một thị trường ảo trong đó người đăng ký có thể tải xuống các bản demo (bản phát lại), bản mod và tiện ích bổ sung tốt hơn và sớm hơn những người khác, hãy nói chuyện trực tiếp với các game thủ SK, v.v.). Thành công Counter-Strike quốc tế của tổ chức đến khi họ ký hợp đồng với tổ chức Counter-Strike Thụy Điển, Ninjas in Pyjamas thành công. Năm 2003, SK Gaming trở thành tổ chức thể thao điện tử đầu tiên ký hợp đồng với người chơi, bắt đầu với đội SK Thụy Điển Counter-Strike.

## Liên Minh Huyền Thoại
Riot Games đã thông báo vào ngày 20 tháng 11 năm 2018 rằng SK Gaming sẽ là một trong mười đối tác nhượng quyền tham gia League of Legends European Championship (LEC). Vào ngày 20 tháng 12 năm 2018, tổ chức này thông báo họ đã ký hợp đồng với người đi đường trên Jorge "Werlyb" Casanovas Moreno-Torres, người đi rừng Oskar "Selfmade" Boderek, người đi đường giữa Choi "Pirean" Jun-sik, người đi đường dưới Jus "Crownshot" Marusic và hỗ trợ Han " Dreams" Min-kook cho đội hình xuất phát của họ tại LEC Mùa Xuân 2019.